# Чура (притока Лекми)
Чу́ра (Нижня Чура, Гура, рос. Чура, Гура) — невелика річка в Удмуртії (Юкаменський та Ярський райони) та Кіровській області (Фальонський район), Росія, ліва притока Лекми.
Бере початок на Красногорській височині в Юкаменському районі. Протікає на північ та північний схід (заходячи на територію Фальонського району Кіровської області), впадає до річки Лекма на південний схід від села Укан. Має декілька дрібних приток.
На річці розташовані села Ярського району Удино, Азьманово, Чарланово, Шестоперово та Нижня Чура, через річку збудовано автомобільний міст біля колишнього села Таш'ялуд.